# ویلیام کینگ گرگوری
 ویلیام کینگ گرگوری (انگلیسی: William King Gregory؛ ۱۹ مهٔ ۱۸۷۶ – ۲۹ دسامبر ۱۹۷۰) یک دیرین‌شناس اهل ایالات متحده آمریکا بود. 